# Consejería de Sanidad y Políticas Sociales
La Consejería de Sanidad y Políticas Sociales es una consejería que forma parte de la Junta de Extremadura. Su actual consejero y máximo responsable es José María Vergeles Blanca. Esta consejería aúna las competencias autonómicas en materia de sanidad, dependencia y consumo, infancia y familias, servicios sociales y prestaciones sociales y vivienda.
Tiene su sede en la Avenida de Portugal de la capital extremeña.

## Estructura Orgánica
- Consejero: José María Vergeles Blanca
- Secretaría General
  - Servicio de Personal y Asuntos Generales
  - Servicio de Gestión Económica y Presupuestaria
  - Servicio de Contratación Administrativa
  - Servicio de Obras, Proyectos e Instalaciones
  - Servicio de Régimen Jurídico
  - Servicio Territorial de Badajoz
  - Servicio Territorial de Cáceres
- Dirección General de Planificación, Formación y Calidad Sanitaria y Sociosanitaria
  - Servicio de Planificación, Ordenación y Coordinación
  - Servicio de Autorización, Acreditación, Evaluación y Calidad
  - Servicio de Inspección Sanitaria
  - Servicio de Participación Comunitaria en Salud
  - Escuela de Ciencias de la Salud y de la Atención Sociosanitaria
- Dirección General de Políticas Sociales e Infancia y Familia
  - Servicio de Prestaciones Sociales
  - Servicio de Adolescencia y Familias
  - Servicio de Protección y Atención a la Infancia
  - Servicio de Programas Sociales y Migraciones
  - Servicio de Renta Básica de Inserción
- Secretaría General de Arquitectura, Vivienda y Políticas de Consumo
  - Servicio de Administración General y Régimen Jurídico
  - Servicio de Contratación y Planificación
  - Servicio de Gestión de Ayudas
  - Servicio de Gestión Patrimonial y Económica
  - Servicio de Adjudicación
- Dirección General de Arquitectura
  - Servicio de Arquitectura, Calidad y Accesibilidad
  - Servicio de Proyectos y Obras

## Organismos dependientes
- Servicio Extremeño de Salud
- Servicio Extremeño de Promoción de la Autonomía y Atención a la Dependencia
- Instituto de Consumo de Extremadura
- Fundación para la Formación y la Investigación de los Profesionales de la Salud de Extremadura - FUNDESALUD
- Empresa Pública de URVIPEXSA
- Empresa Pública de Gestión de Infraestructuras, Suelo y Vivienda de Extremadura - GISVESA